# Хен, Таль
Таль Хен (ивр. טל חן‎; 4 августа 1979) — израильский футболист, защитник.

## Биография
Хен начал свою карьеру как защитник в клубе «Хапоэль Цафририм (Холон)», где был капитаном клуба и выступал за юношескую сборную Израиля. В 2000 году Таль перешёл в «Маккаби» (Нетания), но уже через год через перешёл в клуб «Хапоэль» из Хайфы, который вылетела в Национальную Лигу.
В ходе сезона 2003/04 Хен перешёл в «Хапоэль» из Тель-Авив, и в своём первом же матче забил гол, в принципиальной игре против иерусалимского «Бейтар». Таль быстро стал в команде игроком основного состава. На протяжении всего сезона 2004/05 Хен был одним из самых полезных игроков в команде. Он помог своему клубу остаться в израильской Премьер Лиге. Хен получил титул «Необыкновенный игрок» от фанатов своего клуба в конце сезона 2004/05. Вдобавок его пригласили в национальную сборную Израиля.
В 2006 году Хен вместе с командой стал обладателем кубка Израиля, в финале которого Хапоэль победил клуб «Бней Ехуда» со счётом 1:0. Год спустя Хен вновь стал обладателем кубка Израиля 2007 года. Летом 2008 года Тен перешёл в клуб «Бней Сахнин» из города Сахнин.

## Достижения
- Обладатель кубка Израиля: 2006, 2007, 2013